# Lista de bens tombados em Joinville
A lista de bens tombados de Joinville reúne itens do patrimônio cultural e histórico de Joinville. Os atos de tombamento municipal foram realizados pela Comissão do Patrimônio Histórico, Arqueológico, Artístico e Natural (COMPHAAN). Os tombamentos estaduais foram realizados pela Fundação Catarinense de Cultura (FCC).
Dentre os patrimônios tombados está o Palácio dos Príncipes de Joinville, também conhecido como Maison de Joinville, que é uma construção reconhecida pelo IPHAN, no contexto de preservação do patrimônio cultural e histórico brasileiro. O edifício teve sua construção concluída em 1870 com o objetivo de ser a sede administrativa dos bens do Príncipe de Joinville  e da Colônia Dona Francisca, foi projetado por Frederico Bruestlein, que era procurador do príncipe Francisco d'Orléans.
| Imagem | Bem                                                                            | Data de fundação | Coordenadas                  | Tombamento                | Referência |
| ------ | ------------------------------------------------------------------------------ | ---------------- | ---------------------------- | ------------------------- | ---------- |
|        | Alameda Brustlein                                                              |                  | 26° 18′ 13″ S, 48° 50′ 41″ O | bem tombado pelo COMPHAAN |            |
|        | Anthurium Hotel                                                                |                  | 26° 18′ 23″ S, 48° 50′ 46″ O | bem tombado pelo COMPHAAN |            |
|        | Antiga Prefeitura Municipal                                                    |                  | 26° 17′ 41″ S, 48° 50′ 53″ O | bem tombado pelo COMPHAAN |            |
|        | Antigo Cine Palácio                                                            |                  |                              | bem tombado pelo COMPHAAN |            |
|        | Antigo Cine Palácio (Rua Dona Francisca, nº 114)                               |                  |                              | bem tombado pelo COMPHAAN |            |
|        | Antigo Cine Palácio (Rua Dona Francisca, nº 122)                               |                  |                              | bem tombado pelo COMPHAAN |            |
|        | Antigo Cine Palácio (Rua Dona Francisca, nº 130)                               |                  |                              | bem tombado pelo COMPHAAN |            |
|        | Antigo Cine Palácio (Rua Dona Francisca, nº 136)                               |                  |                              | bem tombado pelo COMPHAAN |            |
|        | Antigo Cine Palácio (Rua Dona Francisca, nº 144)                               |                  |                              | bem tombado pelo COMPHAAN |            |
|        | Antigo Cine Palácio (Rua Dona Francisca, nº 156)                               |                  | 26° 13′ 12″ S, 49° 23′ 40″ O | bem tombado pelo COMPHAAN |            |
|        | Antigo Cine Palácio (Rua Dona Francisca, nº 158)                               |                  | 26° 13′ 12″ S, 49° 23′ 40″ O | bem tombado pelo COMPHAAN |            |
|        | Arquivo Histórico de Joinville                                                 |                  | 26° 17′ 46″ S, 48° 50′ 38″ O | bem tombado pelo COMPHAAN |            |
|        | Casa Colin                                                                     |                  |                              | bem tombado pelo COMPHAAN |            |
|        | Casa Gerhard Nehls                                                             |                  | 26° 12′ 17″ S, 48° 55′ 57″ O | bem tombado pela FCC      |            |
|        | Casa Hardt                                                                     |                  | 26° 09′ 55″ S, 48° 58′ 44″ O | bem tombado pela FCC      |            |
|        | Casa Krüger                                                                    |                  | 26° 12′ 11″ S, 48° 54′ 52″ O | bem tombado pela FCC      |            |
|        | Casa Parucker                                                                  |                  |                              | bem tombado pela FCC      |            |
|        | Casa Wetzel                                                                    |                  |                              | bem tombado pelo COMPHAAN |            |
|        | Casa Wiener                                                                    |                  | 26° 13′ 04″ S, 48° 56′ 14″ O | bem tombado pela FCC      |            |
|        | Casa de Adolfo Rutzn                                                           |                  |                              | bem tombado pela FCC      |            |
|        | Casa de Alex Pabst                                                             |                  | 26° 10′ 57″ S, 48° 58′ 12″ O | bem tombado pela FCC      |            |
|        | Casa de Alvin Bärhwaldt                                                        |                  | 26° 11′ 38″ S, 48° 56′ 32″ O | bem tombado pela FCC      |            |
|        | Casa de Alvino Fleith                                                          |                  | 26° 10′ 05″ S, 48° 57′ 15″ O | bem tombado pelo IPHAN    |            |
|        | Casa de Armand Nehls                                                           |                  | 26° 10′ 46″ S, 48° 58′ 09″ O | bem tombado pela FCC      |            |
|        | Casa de Arno Roessler                                                          |                  | 26° 10′ 25″ S, 48° 59′ 45″ O | bem tombado pela FCC      |            |
|        | Casa de Erwin Pabst                                                            |                  | 26° 12′ 26″ S, 48° 59′ 34″ O | bem tombado pela FCC      |            |
|        | Casa de Guilherme Habeck                                                       |                  | 26° 11′ 41″ S, 48° 56′ 31″ O | bem tombado pela FCC      |            |
|        | Casa de Hannes J. A. Schroeder                                                 |                  | 26° 09′ 04″ S, 49° 01′ 11″ O | bem tombado pela FCC      |            |
|        | Casa de Herbert Hardt                                                          |                  | 26° 10′ 39″ S, 48° 57′ 00″ O | bem tombado pela FCC      |            |
|        | Casa de Ivo Voigt                                                              |                  | 26° 09′ 47″ S, 48° 58′ 04″ O | bem tombado pela FCC      |            |
|        | Casa de João Gomes de Oliveira                                                 |                  |                              | bem tombado pela FCC      |            |
|        | Casa de João Pabst                                                             |                  | 26° 11′ 31″ S, 48° 56′ 25″ O | bem tombado pela FCC      |            |
|        | Casa de Leopold Pabst                                                          |                  | 26° 12′ 28″ S, 48° 59′ 42″ O | bem tombado pela FCC      |            |
|        | Casa de Livino Neitzel                                                         |                  | 26° 09′ 24″ S, 48° 59′ 14″ O | bem tombado pela FCC      |            |
|        | Casa de Otto Schwisky                                                          |                  | 26° 09′ 18″ S, 48° 59′ 22″ O | bem tombado pelo IPHAN    |            |
|        | Casa de Ulmar Philipi                                                          |                  | 26° 12′ 48″ S, 48° 56′ 07″ O | bem tombado pela FCC      |            |
|        | Casa de Valdir Bartz                                                           |                  | 26° 12′ 49″ S, 49° 00′ 17″ O | bem tombado pela FCC      |            |
|        | Centro Cultural Deutsche Schule                                                |                  | 26° 17′ 58″ S, 48° 50′ 47″ O | bem tombado pela FCC      |            |
|        | Chaminé                                                                        |                  |                              | bem tombado pelo COMPHAAN |            |
|        | Chaminé Arp                                                                    |                  |                              | bem tombado pelo COMPHAAN |            |
|        | Cidadela Cultural                                                              |                  |                              | bem tombado pelo COMPHAAN |            |
|        | Conjunto Blumenau (Rua Blumenau, nº 26)                                        |                  |                              | bem tombado pelo COMPHAAN |            |
|        | Conjunto Blumenau (Rua Blumenau, nº 42)                                        |                  |                              | bem tombado pelo COMPHAAN |            |
|        | Conjunto Blumenau (Rua Blumenau, nº 52)                                        |                  |                              | bem tombado pelo COMPHAAN |            |
|        | Conjunto Valgas Neves (Rua General Valgas Neves, nº 182)                       |                  |                              | bem tombado pelo COMPHAAN |            |
|        | Conjunto Valgas Neves (Rua General Valgas Neves, nº 281)                       |                  |                              | bem tombado pelo COMPHAAN |            |
|        | Conjunto Valgas Neves (Rua General Valgas Neves, nº 347)                       |                  |                              | bem tombado pelo COMPHAAN |            |
|        | Conjunto Valgas Neves (Rua General Valgas Neves, nº 389)                       |                  |                              | bem tombado pelo COMPHAAN |            |
|        | Conjunto Valgas Neves (Rua General Valgas Neves, nº 421)                       |                  |                              | bem tombado pelo COMPHAAN |            |
|        | Conjunto Valgas Neves (Rua General Valgas Neves, nº 449)                       |                  |                              | bem tombado pelo COMPHAAN |            |
|        | Conjunto Valgas Neves (Rua General Valgas Neves, nº 458)                       |                  |                              | bem tombado pelo COMPHAAN |            |
|        | Conjunto Valgas Neves (Rua General Valgas Neves, nº 489)                       |                  |                              | bem tombado pelo COMPHAAN |            |
|        | Escola Germano Timm                                                            |                  |                              | bem tombado pelo COMPHAAN |            |
|        | Estação Ferroviária de Joinville                                               |                  | 26° 19′ 18″ S, 48° 50′ 48″ O | bem tombado pela FCC      |            |
|        | Estrada Blumenau                                                               |                  |                              | bem tombado pelo COMPHAAN |            |
|        | Farmácia Vieira                                                                |                  |                              | bem tombado pelo COMPHAAN |            |
|        | Farmácia e Laboratório Minâncora                                               |                  | 26° 18′ 12″ S, 48° 50′ 43″ O | bem tombado pela FCC      |            |
|        | Hotel do Imigrante                                                             |                  |                              | bem tombado pelo COMPHAAN |            |
|        | Igreja Católica                                                                |                  |                              | bem tombado pelo COMPHAAN |            |
|        | Igreja Nosso Senhor Bom Jesus                                                  |                  |                              | bem tombado pelo COMPHAAN |            |
|        | Imóvel situado à Av. Coronel Procópio Gomes, 749                               |                  | 26° 18′ 45″ S, 48° 50′ 25″ O | bem tombado pela FCC      |            |
|        | Imóvel situado à Av. Coronel Procópio Gomes, 934                               |                  | 26° 18′ 52″ S, 48° 50′ 27″ O | bem tombado pela FCC      |            |
|        | Imóvel situado à Av. Getúlio Vargas, 871                                       |                  | 26° 18′ 56″ S, 48° 50′ 42″ O | bem tombado pela FCC      |            |
|        | Imóvel situado à Estrada Dona Francisca, 45                                    |                  |                              | bem tombado pela FCC      |            |
|        | Imóvel situado à Estrada Mildau, 90                                            |                  |                              | bem tombado pela FCC      |            |
|        | Imóvel situado à Estrada Quiriri, s/n                                          |                  |                              | bem tombado pela FCC      |            |
|        | Imóvel situado à Estrada do Pico, 27                                           |                  | 26° 10′ 05″ S, 48° 57′ 14″ O | bem tombado pela FCC      |            |
|        | Imóvel situado à Estrada do Pico, s/n                                          |                  |                              | bem tombado pela FCC      |            |
|        | Imóvel situado à Rua Abdon Batista, 89                                         |                  | 26° 18′ 20″ S, 48° 50′ 39″ O | bem tombado pela FCC      |            |
|        | Imóvel situado à Rua Araranguá, 53                                             |                  | 26° 17′ 24″ S, 48° 50′ 57″ O | bem tombado pela FCC      |            |
|        | Imóvel situado à Rua Dr. João Colin, 349, esq. Rua dos Ginásticos              |                  | 26° 17′ 54″ S, 48° 50′ 52″ O | bem tombado pela FCC      |            |
|        | Imóvel situado à Rua Dr. João Colin, 376, esq. Rua A. Doehler                  |                  | 26° 17′ 53″ S, 48° 50′ 51″ O | bem tombado pela FCC      |            |
|        | Imóvel situado à Rua Dr. João Colin, 404                                       |                  | 26° 17′ 52″ S, 48° 50′ 51″ O | bem tombado pela FCC      |            |
|        | Imóvel situado à Rua Engenheiro Niemayer, 255                                  |                  | 26° 18′ 11″ S, 48° 50′ 53″ O | bem tombado pela FCC      |            |
|        | Imóvel situado à Rua Jerônimo Coelho, 233                                      |                  | 26° 18′ 09″ S, 48° 50′ 35″ O | bem tombado pela FCC      |            |
|        | Imóvel situado à Rua Jerônimo Coelho, 345, esquina Rua do Príncipe             |                  | 26° 18′ 09″ S, 48° 50′ 43″ O | bem tombado pela FCC      |            |
|        | Imóvel situado à Rua Nove de Março, 521, esquina Rua Comandante Eugênio Lepper |                  | 26° 18′ 06″ S, 48° 50′ 47″ O | bem tombado pela FCC      |            |
|        | Imóvel situado à Rua Nove de Março, 664, esquina Rua Dr. João Colin            |                  | 26° 18′ 05″ S, 48° 50′ 52″ O | bem tombado pela FCC      |            |
|        | Imóvel situado à Rua Princesa Izabel, 259/249                                  |                  | 26° 18′ 00″ S, 48° 50′ 41″ O | bem tombado pela FCC      |            |
|        | Imóvel situado à Rua São Francisco, 110, esquina Av. Juscelino Kubitcheck      |                  | 26° 18′ 09″ S, 48° 50′ 50″ O | bem tombado pela FCC      |            |
|        | Imóvel situado à Rua Visconde de Taunay, 456/466                               |                  | 26° 18′ 16″ S, 48° 51′ 06″ O | bem tombado pela FCC      |            |
|        | Imóvel situado à Rua XV de Novembro, 1.400                                     |                  | 26° 17′ 57″ S, 48° 51′ 20″ O | bem tombado pela FCC      |            |
|        | Imóvel situado à Rua XV de Novembro, 538, esquina Rua Dr. João Colin           |                  | 26° 18′ 02″ S, 48° 50′ 52″ O | bem tombado pela FCC      |            |
|        | Imóvel situado à Rua do Príncipe, 101/109                                      |                  | 26° 18′ 00″ S, 48° 50′ 42″ O | bem tombado pela FCC      |            |
|        | Imóvel situado à Rua do Príncipe, 192                                          |                  | 26° 18′ 03″ S, 48° 50′ 44″ O | bem tombado pela FCC      |            |
|        | Imóvel situado à Rua do Príncipe, 249                                          |                  | 26° 18′ 05″ S, 48° 50′ 43″ O | bem tombado pela FCC      |            |
|        | Imóvel situado à Rua do Príncipe, 292                                          |                  | 26° 18′ 06″ S, 48° 50′ 44″ O | bem tombado pela FCC      |            |
|        | Imóvel situado à Rua do Príncipe, 372                                          |                  | 26° 18′ 08″ S, 48° 50′ 45″ O | bem tombado pela FCC      |            |
|        | Imóvel situado à Rua do Príncipe, 403/405                                      |                  | 26° 18′ 10″ S, 48° 50′ 43″ O | bem tombado pela FCC      |            |
|        | Imóvel situado à Rua do Príncipe, 415                                          |                  | 26° 18′ 10″ S, 48° 50′ 43″ O | bem tombado pela FCC      |            |
|        | Imóvel situado à Rua do Príncipe, 434, esquina Rua Engenheiro Niemeyer         |                  | 26° 18′ 11″ S, 48° 50′ 44″ O | bem tombado pela FCC      |            |
|        | Imóvel situado à Rua do Príncipe, 458                                          |                  | 26° 18′ 12″ S, 48° 50′ 44″ O | bem tombado pela FCC      |            |
|        | Imóvel situado à Rua do Príncipe, 461                                          |                  | 26° 18′ 12″ S, 48° 50′ 43″ O | bem tombado pela FCC      |            |
|        | Imóvel situado à Rua do Príncipe, 501, esq. Rua das Palmeiras                  |                  | 26° 18′ 13″ S, 48° 50′ 43″ O | bem tombado pela FCC      |            |
|        | Imóvel situado à Rua do Príncipe, 600, esq. Rua Padre Carlos                   |                  | 26° 18′ 17″ S, 48° 50′ 44″ O | bem tombado pela FCC      |            |
|        | Imóvel situado à Rua do Príncipe, 623, esq. Rua Marinho Lobo                   |                  | 26° 18′ 17″ S, 48° 50′ 43″ O | bem tombado pela FCC      |            |
|        | Imóvel situado à Rua do Príncipe, 764                                          |                  | 26° 18′ 22″ S, 48° 50′ 43″ O | bem tombado pela FCC      |            |
|        | Imóvel à Alameda Brustlein, nº 66                                              |                  |                              | bem tombado pelo COMPHAAN |            |
|        | Imóvel à Avenida Getúlio Vargas, nº 1095                                       |                  |                              | bem tombado pelo COMPHAAN |            |
|        | Imóvel à Avenida Getúlio Vargas, nº 535                                        |                  |                              | bem tombado pelo COMPHAAN |            |
|        | Imóvel à Avenida Getúlio Vargas, nº 673                                        |                  |                              | bem tombado pelo COMPHAAN |            |
|        | Imóvel à Avenida Getúlio Vargas, nº 695                                        |                  |                              | bem tombado pelo COMPHAAN |            |
|        | Imóvel à Avenida Getúlio Vargas, nº 743                                        |                  |                              | bem tombado pelo COMPHAAN |            |
|        | Imóvel à Avenida Getúlio Vargas, nº 774                                        |                  |                              | bem tombado pelo COMPHAAN |            |
|        | Imóvel à Avenida Getúlio Vargas, nº 784                                        |                  |                              | bem tombado pelo COMPHAAN |            |
|        | Imóvel à Avenida Getúlio Vargas, nº 830                                        |                  |                              | bem tombado pelo COMPHAAN |            |
|        | Imóvel à Avenida Getúlio Vargas, nº 976                                        |                  |                              | bem tombado pelo COMPHAAN |            |
|        | Imóvel à Estrada do Sul                                                        |                  |                              | bem tombado pelo COMPHAAN |            |
|        | Imóvel à R. Dona Francisca, n° 150                                             |                  |                              | bem tombado pelo COMPHAAN |            |
|        | Imóvel à Rua Conselheiro Arp, nº 194                                           |                  |                              | bem tombado pelo COMPHAAN |            |
|        | Imóvel à Rua Conselheiro Arp, nº 62                                            |                  |                              | bem tombado pelo COMPHAAN |            |
|        | Imóvel à Rua Conselheiro Mafra, nº 70                                          |                  |                              | bem tombado pelo COMPHAAN |            |
|        | Imóvel à Rua Copacabana, nº 1.695                                              |                  |                              | bem tombado pelo COMPHAAN |            |
|        | Imóvel à Rua Coronel Procópio Gomes, nº 848                                    |                  |                              | bem tombado pelo COMPHAAN |            |
|        | Imóvel à Rua Criciúma, nº 309                                                  |                  |                              | bem tombado pelo COMPHAAN |            |
|        | Imóvel à Rua Dona Francisca, nº 9.215                                          |                  |                              | bem tombado pelo COMPHAAN |            |
|        | Imóvel à Rua Doutor João Colin, nº 119                                         |                  |                              | bem tombado pelo COMPHAAN |            |
|        | Imóvel à Rua Doutor João Colin, nº 2275                                        |                  |                              | bem tombado pelo COMPHAAN |            |
|        | Imóvel à Rua Doutor João Colin, nº 2287                                        |                  |                              | bem tombado pelo COMPHAAN |            |
|        | Imóvel à Rua Duque de Caxias, nº 160                                           |                  |                              | bem tombado pelo COMPHAAN |            |
|        | Imóvel à Rua Gerônimo Coelho, nº 292                                           |                  |                              | bem tombado pela FCC      |            |
|        | Imóvel à Rua Gerônimo Coelho, nº 345                                           |                  | 26° 18′ 09″ S, 48° 50′ 43″ O | bem tombado pela FCC      |            |
|        | Imóvel à Rua Guilherme, nº 97                                                  |                  |                              | bem tombado pelo COMPHAAN |            |
|        | Imóvel à Rua Henrique Dias, nº 140                                             |                  |                              | bem tombado pelo COMPHAAN |            |
|        | Imóvel à Rua Itajaí, nº 265                                                    |                  |                              | bem tombado pelo COMPHAAN |            |
|        | Imóvel à Rua Jaraguá, nº 553                                                   |                  |                              | bem tombado pelo COMPHAAN |            |
|        | Imóvel à Rua Jaraguá, nº 627                                                   |                  |                              | bem tombado pelo COMPHAAN |            |
|        | Imóvel à Rua Jativoca, nº s/n                                                  |                  |                              | bem tombado pelo COMPHAAN |            |
|        | Imóvel à Rua Jerônimo Coelho, nº 240                                           |                  |                              | bem tombado pelo COMPHAAN |            |
|        | Imóvel à Rua Luiz Niemayer, nº 54                                              |                  | 26° 17′ 56″ S, 48° 50′ 43″ O | bem tombado pela FCC      |            |
|        | Imóvel à Rua Max Colin, nº 776                                                 |                  |                              | bem tombado pelo COMPHAAN |            |
|        | Imóvel à Rua Max Colin, nº 888                                                 |                  |                              | bem tombado pelo COMPHAAN |            |
|        | Imóvel à Rua Orleans, nº 263                                                   |                  |                              | bem tombado pelo COMPHAAN |            |
|        | Imóvel à Rua Padre Anchieta, s/n                                               |                  |                              | bem tombado pelo COMPHAAN |            |
|        | Imóvel à Rua Praeses Wustner, nº 31                                            |                  |                              | bem tombado pelo COMPHAAN |            |
|        | Imóvel à Rua Rio Branco, nº 105                                                |                  |                              | bem tombado pelo COMPHAAN |            |
|        | Imóvel à Rua Tijucas, nº 255                                                   |                  | 26° 17′ 46″ S, 48° 50′ 43″ O | bem tombado pelo COMPHAAN |            |
|        | Imóvel à Rua Visconde de Taunay, nº 288                                        |                  |                              | bem tombado pelo COMPHAAN |            |
|        | Imóvel à Rua XV de Novembro, nº 1860                                           |                  |                              | bem tombado pelo COMPHAAN |            |
|        | Imóvel à Rua XV de Novembro, nº 1943                                           |                  |                              | bem tombado pelo COMPHAAN |            |
|        | Imóvel à Rua XV de Novembro, nº 1945                                           |                  |                              | bem tombado pelo COMPHAAN |            |
|        | Imóvel à Rua XV de Novembro, nº 816                                            |                  |                              | bem tombado pelo COMPHAAN |            |
|        | Imóvel à Rua do Príncipe, nº 233                                               |                  |                              | bem tombado pela FCC      |            |
|        | Imóvel à Rua dos Portugueses, nº 09                                            |                  |                              | bem tombado pelo COMPHAAN |            |
|        | Lar Abdon Batista                                                              |                  | 26° 18′ 45″ S, 48° 50′ 25″ O | bem tombado pela FCC      |            |
|        | Moinho Santista                                                                |                  | 26° 18′ 29″ S, 48° 50′ 22″ O | bem tombado pelo COMPHAAN |            |
|        | Museu Casa Fritz Alt                                                           |                  | 26° 18′ 32″ S, 48° 50′ 03″ O | bem tombado pelo COMPHAAN |            |
|        | Museu de Artes de Joinville                                                    |                  | 26° 17′ 53″ S, 48° 51′ 21″ O | bem tombado pela FCC      |            |
|        | Oficina Lítica Caieira                                                         |                  |                              | bem tombado pelo COMPHAAN |            |
|        | Oficina Lítica Lagoa do Saguaçu                                                |                  |                              | bem tombado pelo COMPHAAN |            |
|        | Painel SESI                                                                    |                  |                              | bem tombado pelo COMPHAAN |            |
|        | Palacete Niemayer                                                              |                  | 26° 17′ 56″ S, 48° 50′ 43″ O | bem tombado pela FCC      |            |
|        | Palacete Schlemm                                                               |                  | 26° 18′ 09″ S, 48° 50′ 44″ O | bem tombado pela FCC      |            |
|        | Palácio dos Príncipes de Joinville                                             |                  | 26° 18′ 13″ S, 48° 50′ 36″ O | bem tombado pelo IPHAN    |            |
|        | Pano de Boca do Teatro Harmonia Lyra                                           |                  |                              | bem tombado pelo COMPHAAN |            |
|        | Parque Natural Municipal da Caieira                                            | 2004             |                              | bem tombado pelo COMPHAAN |            |
|        | Ponte Coberta sobre o rio Cubatão, na estrada do Pico                          |                  | 26° 10′ 50″ S, 48° 55′ 59″ O | bem tombado pela FCC      |            |
|        | Restaurante Serra Verde                                                        |                  |                              | bem tombado pelo COMPHAAN |            |
|        | Sociedade Harmonia Lyra                                                        |                  | 26° 18′ 03″ S, 48° 50′ 50″ O | bem tombado pela FCC      |            |
|        | Sítio Arqueológico Caieira                                                     |                  |                              | bem tombado pelo COMPHAAN |            |
|        | Usina de Açúcar do Duque D'Aumale                                              |                  |                              | bem tombado pelo COMPHAAN |            |

∑ 161 items.